# Chaulnes
Chaulnes is een gemeente in het Franse departement Somme (regio Hauts-de-France) en telt 1892 inwoners (2005). De plaats maakt deel uit van het arrondissement Péronne. In de gemeente ligt spoorwegstation Chaulnes.

## Geografie
De oppervlakte van Chaulnes bedraagt 8,5 km², de bevolkingsdichtheid is 222,6 inwoners per km².
De onderstaande kaart toont de ligging van Chaulnes met de belangrijkste infrastructuur en aangrenzende gemeenten.

## Demografie
Onderstaande figuur toont het verloop van het inwonertal (bron: INSEE-tellingen).